# EKZ CrossTour Meilen
De EKZ CrossTour Meilen is een veldrit, die van 2007-2008 en vanaf 2016 elk jaar op 2 januari georganiseerd wordt in Meilen, Zwitserland. De veldrit is sinds 2016 onderdeel van de EKZ CrossTour. 

## Erelijst

### Mannen elite
| Datum      | Klassement    | Cat. | Winnaar                            | Tweede                             | Derde                              |
| ---------- | ------------- | ---- | ---------------------------------- | ---------------------------------- | ---------------------------------- |
| 02/01/2021 | EKZ CrossTour | C1   | Afgelast vanwege de coronapandemie | Afgelast vanwege de coronapandemie | Afgelast vanwege de coronapandemie |
| 02/01/2020 | EKZ CrossTour | C1   | Marcel Meisen                      | David van der Poel                 | Lars Forster                       |
| 02/01/2019 | EKZ CrossTour | C1   | Marcel Meisen                      | Lars Forster                       | Quinten Hermans                    |
| 02/01/2018 | EKZ CrossTour | C1   | Quinten Hermans                    | David van der Poel                 | Fabien Canal                       |
| 02/01/2017 | EKZ CrossTour | C1   | Marcel Meisen                      | Lars Forster                       | Sascha Weber                       |
| 02/01/2016 | EKZ CrossTour | C1   | Francis Mourey                     | Sascha Weber                       | Lars Forster                       |
| 23/11/2008 | Losse cross   | C2   | Simon Zahner                       | Davy Commeyne                      | Lukas Flückiger                    |
| 23/12/2007 | Losse cross   | C2   | Christian Heule                    | Marco Fontana                      | Florian Vogel                      |

### Vrouwen elite
| Datum      | Klassement    | Cat. | Winnaar                            | Tweede                             | Derde                              |
| ---------- | ------------- | ---- | ---------------------------------- | ---------------------------------- | ---------------------------------- |
| 02/01/2021 | EKZ CrossTour | C1   | Afgelast vanwege de coronapandemie | Afgelast vanwege de coronapandemie | Afgelast vanwege de coronapandemie |
| 02/01/2020 | EKZ CrossTour | C1   | Christine Majerus                  | Nicole Koller                      | Caroline Mani                      |
| 02/01/2019 | EKZ CrossTour | C1   | Jolanda Neff                       | Christine Majerus                  | Denise Betsema                     |
| 02/01/2018 | EKZ CrossTour | C1   | Jolanda Neff                       | Christine Majerus                  | Sina Frei                          |
| 02/01/2017 | EKZ CrossTour | C1   | Christine Majerus                  | Caroline Mani                      | Lise-Marie Henzelin                |
| 02/01/2016 | EKZ CrossTour | C1   | Eva Lechner                        | Pavla Havlíková                    | Nadja Heigl                        |
| 23/11/2008 | Losse cross   | C2   | Jasmin Egger                       | Katrin Leumann                     | Lise-Marie Henzelin                |

### Mannen junioren
| Datum      | Klassement    | Categorie | Goud                               | Zilver                             | Brons                              |
| 02/01/2021 | EKZ CrossTour | CJ        | Afgelast vanwege de coronapandemie | Afgelast vanwege de coronapandemie | Afgelast vanwege de coronapandemie |
| 02/01/2020 | EKZ CrossTour | CJ        | Dario Lillo                        | Lars Sommer                        | Romain Grégoire                    |